# Kharan (ort)
Kharan är huvudort för ett distrikt med samma namn i den pakistanska provinsen Baluchistan. Folkmängden uppgick till cirka 45 000 invånare vid folkräkningen 2017.